# Хомський Станіслав Миколайович
Станіслав Миколайович  Хомський (10 жовтня 1936, Сімферополь — 4 листопада 2011, Магадан) — радянський і російський актор і режисер театру. Заслужений артист РРФСР (4.04.1989), Народний артист Росії (13.02.2006).

## Біографія

### Ранні роки
Народився 18 жовтня 1936 року в Сімферополі в українській родині.

### Сім'я
Батько — Микола Іванович Хомський (09.03.1901-17.01.1977), походив із збіднілих  дворян Волинської губернії, із слободи Верби Барашівської волості Житомирського повіту.
Мати — Марія Григорівна Хомська (до шлюбу Козловська) (19.05.1911-16.02.1990), із збіднілих  дворян Волинськой губернії, із слободи Бобрицька Болярка Барашівськой волості Житомирского повіту.

### Особисте життя
Перша дружина: Хомська Галина Володимирівна  (до шлюбу Гуляєва) із Сімферополя.
Дочка — Ірина Станіславівна Хомська, проживає в Санкт-Петербурзі.
Друга дружина: Хомська Світлана Іванівна  (Волобуєва) з Кривого Рогу. Заслужена артистка Чечено-Інгуської АРСР (1938—2012 рр.). Похована в Новгороді.
Дочка — Яна Станіславівна Хомська, проживає в Новгороді.
Третя дружина: Михайлова Світлана Олександрівна (14.10.1943), акторка драми, Заслужена артистка Чечено-Інгушетської АРСР. Закінчила Театральний інститут (Харків) акторської майстерності (1965). Працювала в Приморському крайовому драматичному театрі ім. М. Горького, Чеченському російському драматичному театрі ім. М. Ю. Лермонтова, Магаданському музичному драматичному театрі.

### Нагороди
Заслужений артист РРФСР (4.04.1989).
Народний артист Росії (13.02.2006)

### Творчість
В 1959 році стає актором Кримського російського театру драми ім. М. Горького.  Потім працював актором в Смоленському, Пензенському і  Красноярському театрах драми. Понад 12 років працював в Грозненському російському драматичному театрі ім. М. Ю. Лермонтова. З 1992 року — актор Магаданського музикально-драматичного театру. Досконало володів гітарою.
За своє піввікове творче життя зіграв велику кількість різнопланових ролей у театральних спектаклях за мотивами зарубіжних і вітчизняних класиків. Нарівні з акторською діяльністю останнім часом виступав як режисер. Працював з такими режисерами, як Н. І. Басін, Е. Л. Гельфанд, І. С. Гуревич, А. С. Кац, В. Л. Климовський, І. Ш. Пеккер, П. О. Хомський.